# Yasuhito Endō
Yasuhito Endō (Japonês: 遠藤保仁, Endou Yasuhito; Kagoshima, 28 de Janeiro de 1980) é um ex-futebolista japonês que atuava de meio-campo.

## Carreira
Fez parte da Seleção Japonesa entre os anos de 2003 a 2015, tendo sido selecionado para participar da Mundial de 2006, Mundial de 2010 e Mundial de 2014. Endo é considerado um herói no seu clube Gamba Osaka e também na seleção nacional de futebol do Japão devido às suas características de bom passe, liderança e capacidade de marcar gols. Ele também é conhecido por sua excelente precisão em cobranças de falta e é reverenciado como um dos meio-campistas mais criativos do Japão, bem como um dos mais talentosos futebolistas japoneses de sua geração, apesar de jogar apenas no seu país de origem.

## Títulos
Yokohama Flugels
- Copa do Imperador: 1998

Gamba Osaka
- J-League: 2005, 2014
- J-League - 2ª Divisão: 2013
- J-League Yamazaki Nabisco Cup: 2007, 2014
- Copa do Imperador: 2008, 2009, 2014
- Supercopa do Japão: 2007, 2015
- Liga dos Campeões da AFC: 2008
- Pan-Pacific Championship: 2008

Seleção Japonesa
- Copa Kirin: 2004, 2007, 2008, 2009
- Taça das Nações Afro-Asiáticas: 2007
- Copa da Ásia: 2004, 2011

## Prêmios Individuais
- Seleção dos Onze Melhores da J-League: 2003, 2004, 2005, 2006, 2007, 2008, 2009, 2010, 2011, 2012, 2014
- Jogador Japonês do Ano: 2008
- Melhor Jogador Liga dos Campeões da AFC: 2008
- Futebolista Asiático do Ano: 2009

## Gols pela Seleção
| #   | Data                  | Local                      | Adversário          | Placar | Resultado | Competição                                  |
| --- | --------------------- | -------------------------- | ------------------- | ------ | --------- | ------------------------------------------- |
| 1.  | 20 de Agosto, 2003    | Tóquio, Japão              | Nigéria             | 3-0    | Vitória   | Amistoso                                    |
| 2.  | 7 de Fevereiro,2004   | Kashima, Japão             | Malásia             | 4-0    | Vitória   | Amistoso                                    |
| 3.  | 7 de Julho, 2004      | Yokohama, Japão            | Sérvia e Montenegro | 1-0    | Vitória   | Copa Kirin 2004                             |
| 4.  | 16 de Julho, 2007     | Hanói, Vietnã              | Vietnã              | 1-4    | Derrota   | Copa da Ásia de 2007                        |
| 5.  | 6 de Fevereiro, 2008  | Saitama, Japão             | Tailândia           | 4-1    | Vitória   | Eliminatórias da Copa do Mundo FIFA de 2010 |
| 6.  | 7 de Junho, 2008      | Mascate, Omã               | Omã                 | 1-1    | Empate    | Eliminatórias da Copa do Mundo FIFA de 2010 |
| 7.  | 6 de Setembro, 2008   | Riffa, Bahrein             | Bahrein             | 2-3    | Derrota   | Eliminatórias da Copa do Mundo FIFA de 2010 |
| 8.  | 14 de Fevereiro, 2010 | Tóquio, Japão              | Coreia do Sul       | 1-3    | Derrota   | Copa Leste Asiático                         |
| 9.  | 24 de Junho, 2010     | Rustenburgo, África do Sul | Dinamarca           | 3-1    | Vitória   | Copa do Mundo FIFA de 2010                  |
| 10. | 15 de Agosto, 2012    | Sapporo, Japão             | Venezuela           | 1-1    | Empate    | Amistoso                                    |
| 11. | 6 de Setembro, 2013   | Osaka, Japão               | Guatemala           | 3-0    | Vitória   | Amistoso                                    |
| 12. | 10 de Setembro, 2013  | Kanagawa, Japão            | Gana                | 3-1    | Vitória   | Amistoso                                    |